# 夏色の天使
『夏色の天使』（なついろのてんし）は、1989年7月17日 - 9月1日にTBS「花王 愛の劇場」枠にて放送されていた日本のテレビドラマ。全35話。原作は倉橋燿子の同名作品。小川範子主演・主題歌で、同名のシングルも出された。

## 概要
この作品から、夏シーズンの放送は、主婦だけでなく夏休み中の小・中・高校生にも見て欲しいというコンセプトから‘愛の劇場・夏休み枠’と言われるようになった。この「愛の劇場・夏休み枠」のスタンスは、最後の夏シーズンの作品である『大好き!五つ子2008』が終わるまで19年間変わらなかった。当時の午後のドラマとしては異例の高視聴率（15％以上）となっていた。『天までとどけ』シリーズなどと並ぶ「花王愛の劇場」代表作の一つとなっている。
1990年の夏休み時期に放送されていた『夏色のアルバム』は泉放送制作ではなくオフィス・トゥー・ワンが制作していた。このドラマには当番組と同じく内藤剛志が出演していた。
遅れネットで放送されていた局の内、山形放送における「花王 愛の劇場」作品の放送は本作が最後となった（次作品の『結婚の条件』以降はTBS系新局であるテレビユー山形へ放映権移行）。
プロデューサー・演出の宮武昭夫はTBS時代、東芝日曜劇場『愛と人間』（1978年放送）などの演出で石井ふく子プロデューサーの作品に関わっていた。

## あらすじ
主人公の中学3年堀江野々香（小川範子）は物語の冒頭で唯一の肉親である母親・朋子を病気で亡くしてしまう。
間もなく駆けつけた母親の親友4人、森野康代（五十嵐めぐみ）、麻生静江（岡本舞）、黒川ゆかり（白石まるみ）、今井章子（黒田福美）より、母親から幼い頃に亡くしたと聞かされていた父親が生きている事実を知らされる。その親友4人は母親と若かりし頃レディース（暴走族）の仲であった事や母親が絡むある事件をきっかけに父親と分かれてしまった経緯などを野々香へ説明する事ができなかった。野々香は未成年であるためにそれまで暮らしていたアパートを出る事になり自立を目指すが、成り行きでその親友の一人である麻生静江の家庭へ居候する事となった。　
安住と思われた家庭だが希薄な家族仲との係わりの中で傷つきつつ、しかし気丈で責任感が強くどこまでも人を思いやる性格がゆえに、係わることで家庭のありかたや家族間の心の壁など様々な問題を改める結果となり、逆に居候中の家庭を幸せな形へと導いてゆく。が、野々香は長居はできないと感じ母親の他の親友の家庭へ身を移す。そして結果的にはまた居候先を転々としてしまうが、野々香の天使の様な思いやる心に触れた人々は野々香を愛し、父親との行く末を案ずる。一方、野々香は次第に父親との再会が現実的になり心は揺れる。
再会を果たすと父親・宮沢正彦（古尾谷雅人）と自分の本心に対しても逃げる事無く向き合い理解し、最後は親子の生活をスタートさせる事を望む。

## キャスト
- 堀江野々香 - 小川範子
- 堀江朋子 - 大西多摩恵
- 森野康代 - 五十嵐めぐみ
- 麻生静江 - 岡本舞
- 黒川ゆかり - 白石まるみ
- 清水善太郎 - 黒田アーサー
- 今井章子 - 黒田福美
- 森野卓治 - 内藤剛志
- 森野俊也 - 南渕一輝
- 森野　守 - 西堂路拓馬
- 森野由紀 - 久保田百恵
- 田代　明 - 梨本謙次郎
- 麻生秀男 - 峰岸徹
- 麻生　泉 - 森沢なつ子
- 麻生律男 - 野口隆哉
- 森野吉造 - 下元勉
- 磯辺俊彦 - なべおさみ
- 宮沢正彦 - 古尾谷雅人

## スタッフ
- プロデュース - 宮武昭夫、佐藤健光、村上瑛二郎（TBS）
- 脚本 - 横田与志
- 音楽 - 難波正司
- 技術 - 高田裕
- カメラ - 古川好伸、井原公二、野条光一、寒河江透
- VE - 宇津野裕行、星野一司
- 照明 - 林広一、樋口章一、瀬戸五郎
- 音声 - 石川日出雄
- 音響効果 - 佐古伸一
- 編集 - 山内祥弘
- 美術制作 - 竹島哲昌
- 美術デザイン - 金子幸雄
- 小道具 - 奈良崎雅則、野呂利勝
- 持道具 - 鳴海千秋
- 大道具 - 加藤智通
- 建具 - 保坂美紀
- 植木 - 岩谷忠昭
- 衣裳 - 水野美樹子
- メイク - 金子美枝、熊勝子
- スチール - 時裕志
- 制作補 - 壁谷悌之
- 演出補 - 島崎敏樹、金子与志一、竹内秀男
- TK - 木下真理子、岡田祐子
- 演出 - 宮武昭夫、山津俊一、佐藤健光
- 協力 - 東通、緑山スタジオ･シティ
- 製作 - 泉放送制作、TBS

## 主題歌
- 『夏色の天使』

作詞 - 川村真澄 、作曲 - 井上ヨシマサ、編曲 - 米光亮、唄 - 小川範子（トーラスレコード）